# George Ziegenfuss
George Ziegenfuss (* 26. September 1917 in Centerville, Wisconsin, USA; † 2. Dezember 2007 in San Diego, Kalifornien) war zwischen 1948 und 1969 Lehrer und Basketballcoach der Männermannschaft der San Diego State University. 
Als Sohn eines Metzgers spielte Ziegenfuss selbst Basketball an der Renton High und dann an der Universität von Washington.
316 Siege sowie 545 Spiele unter seiner Leitung sind bisher von keinem anderen Trainer übertroffen worden. Er trat 1969 zurück, weil die SDSU zu einem „Small College“ herabgestuft wurde. George Ziegenfuss wurde 1994 aufgrund seiner Verdienste in die Hall of Fame der SDSU aufgenommen.
George lebte danach zusammen mit seiner Frau Jean in einem Vorort von San Diego. Weltweit bekannt wurden seine Tochter Valerie Ziegenfuss, die in den 1970er Jahren als Tennisspielerin u. a. die US-Open gewann und deren Tochter Allison Bradshaw, die ebenfalls als Profitennisspielerin aktiv war. Sein Sohn Fritz Ziegenfuss spielte auch aktiv Basketball unter seinem Vater und trainierte danach 27 Jahre lang die Basketballmannschaft der Patrick Henry High. Weiterhin hatte George noch eine Tochter Lyn und einen Sohn Ken.
Er starb im Alter von 90 Jahren an den Folgen eines Schlaganfalls, gerade als er dabei war, für seine Enkelin Allison Bradshaw zu ihrem 27. Geburtstag ein Gedicht zu schreiben.